# Centro de Arte e Cultura
O Centro de Arte e Cultura  do Município de Ferraz de Vasconcelos, localizado na Avenida Brasil, 966, foi inaugurado no dia 8 de agosto de 2014, pelo prefeito Acir Filló e o secretário de Cultura de Ferraz de Vasconcelos Edson Pascotto, para oferecer aos moradores da cidade cursos gratuitos de dança e teatro.

## Opinião dos colaboradores e público alvo
Segundo matéria produzida por Marcelo Prado Júnior e com crédito de Roseli Souza, foi publicado no site oficial da Prefeitura de Ferraz de Vasconcelos, que em 19 de agosto foram disponibilizados um total de 150 vagas num primeiro momento, e foram  formadas turmas para os períodos da manhã, tarde e noite.
Em entrevista concedida no dia 11 de setembro de 2014 ao grupo de estudo, ela informou que o Centro tem capacidade para até 2000 mil alunos.
O público alvo do Centro de Arte e Cultura são crianças a partir de 4 anos até a terceira idade, e professores relatam que esses últimos são os mais motivados e que melhor aproveitam os cursos, que contribuem para sua saúde e bem estar físico e mental.
O professor Fernandes Júnior também concedeu entrevista ao grupo de estudo no último dia 17/09/2014, e é responsável pelo curso de Teatro no Centro de Arte e Cultura de Ferraz de Vasconcelos. Formado em Teatro pela Universidade Anhembi Morumbi, licenciatura e bacharelado, possuindo ainda curso técnico em teatro, e há 10 anos responsável pelo grupo de teatro em Suzano, o Teatro da Neura.
Ele informa que gosta de dar aulas ,e em meio aos adolescentes é onde se sente mais tranquilo, e que desconhece um outro local como o complexo dedicado a  dança e ao teatro, pois geralmente não se tem um prédio dedicado, mas pequenas salas onde as oficinas são realizadas.

## A importância dos centros culturais para a população
Sem dúvida, a arte e a cultura é fundamental para o crescimento de uma sociedade, já que através dela, o ser humano cresce tanto intelectual, quanto espiritualmente.
Também é fundamental para os jovens que sejam oferecidas tais oportunidades, como a dança e o teatro, para que a mesma cresça e ocupe seu tempo e mente com algo saudável, afastando-se assim, de situações que podem lhe causar perdas, como o uso de entorpecentes, por exemplo, pois estudos comprovam que em locais onde foram implantados centros desse tipo, o uso de entorpecentes reduziu.
Centros desse tipo também ajudam na educação dos jovens, como um complemento do que é aprendido nas escolas convencionais.Se tornam um complemento, um tipo de educação informal.
Pessoas que frequentam aulas de dança e teatro, vão assistir a peças de teatro, apresentações de dança e música, tendem a ser pessoas mais atualizadas e instruídas, além de serem mais cultas, e adquirirem um sentido cultural mais apurados, pois esse tipo de experiência muda a pessoa, principalmente o adolescente,que está formando suas opiniões.
A dança popular em conjunto com outras culturas e formas de apresentação. Sempre apresentando as características de cada povo e de sua região, e a dança é vista como um anseio para modificar, transformar e evoluir cada ser, pois é através dela, que expressamos o nosso exterior e interior, como meio expor as necessidades, ideias.